# Nicholas Wood
Nicholas Wood (24 aprile 1795 – 19 dicembre 1865) è stato un ingegnere inglese.
La sua attività si svolse nel settore minerario nel quale lavorava e nello studio e nello sviluppo di locomotive a vapore.
Dal 1811 svolse la sua attività presso la miniera di carbone Killingworth Colliery. Collaborò con George Stephenson nello sviluppo di una lampada di sicurezza per minatori; nel 1814 collaborò con questi per la locomotiva a vapore 'My Lord' (e più tardi per la Blücher) concepita sulla falsariga di quella di John Blenkinsop.
Nel 1818 condusse esperimenti e studi per valutare la resistenza al rotolamento dei mezzi. Nel 1823 Wood organizzò un incontro con Stephenson ed Edward Pease. Nel 1825 la sua analisi e la pubblicazione del trattato, A Practical Treatise on Rail-roads and Interior Communication in General, gli assicurarono grande notorietà.
Nel 1832 collaborò alla costruzione della Newcastle and Carlisle Railway e dal 1845 fu direttore della Newcastle and Berwick Railway.
In seguito ad un incidente in miniera, la St. Hilda's Colliery a South Shields, in cui perirono 50 minatori, nel 1852 fu cofondatore del North of England Institute of Mining and Mechanical Engineers di cui fu anche il presidente a vita.

## Opere
- Wood, Nicholas (1825): A Practical Treatise on Rail-roads and Interior Communication in General. London:Knight & Lacey. (Online)
- Wood, Nicholas "On safety lamps for lighting coal mines" Transactions, North of England Institute of Mining and Mechanical Engineers, 1  1852-3, 301-322.